# 모던 쵸키쵸키즈
모던 쵸키쵸키즈(モダンチョキチョキズ, Modern Choki Chokies)는 89-97년 사이에 활동한 오사카의 밴드이다. 모다쵸키(モダチョキ)로 줄여쓰기도 한다.

## 개요
몬몬 클럽(もんもんクラブ)을 전신으로 하는 밴드이다. 멤버는 정해져있지 않으며 그때그때 달라진다. 보컬을 했던 하마다 마리 (배우)는 사람이 제일 많았을 때 200명정도가 무대로 올라왔다, 관객중에 가장 앞에서 노래 열심히 하는 사람이 그자리에서 보컬로 발탁된 적도 있다. (ヌルピョン의 경우) 그래서 음악계의 아메바라는 얘기를 듣기도 했다.
TV 도쿄의 심야프로 모구라네구라(モグラネグラ)에서 시청자가 참여하는 신규 멤버 모집 오디션을 한 적도 있는데 그날 응모자 전원을 합격시켰다. 밴드 활동중 공무원 시험에 합격한 사람도 있는데 그는 겸직금지 조항때문에 밴드를 그만두어야 했다.
자칭 음의 백화점. 음악만담을 지향하여 노블티송에 기반한 곡도 있고록 음악이나 펑크에서 가요쿄쿠, 도돈파(ドドンパ)까지 모든 장르를 소화한다. 라이브에선 정통 간사이풍의 꽁트나 퍼포먼스를 한다.(시낭송, 다쟈레駄洒落 등) 칼비 (기업) CM송이 히트한 이후 다른 CM송들 다수를 작업했다.

## 주요 멤버
- 矢倉邦晃 (리더)
- 하마다 마리 (배우) (보컬)
- 요시가키 야스히로 (드럼)
- 우치하시 카즈히사 (기타)

## 음반 목록
1. ローリング・ドドイツ (1992.07.22)
2. ボンゲンガンバンガラビンゲンの伝説 (1993.06.21)
3. 別冊モダチョキ臨時増刊号 (1994.06.22)
4. くまちゃん (1994.11.02)
5. レディメイドのモダンチョキチョキズ (1997.02.21)

## 같이 보기
- 시부사시라즈